# Lijst van Deense architecten
Dit is een overzicht van notabele architecten uit Denemarken.

## A
- Ib Andersen
- Georg David Anthon
- Erik Asmussen

## B
- Ivar Bentsen
- Axel Berg
- Mathias Bidstrup
- Michael Gottlieb Bindesbøll
- Thorvald Bindesbøll
- Theo Bjerg
- Martin Borch
- Ernst Brandenburger
- Henrik Vilhelm Brinkopff
- Carl Harald Brummer
- Max Brüel
- Frederik Bøttger

## C
- Adrian Carter
- Michael Christensen
- Sigurd Carl Christensen
- Andreas Laurits Clemmensen
- Mogens Becker Clemmensen

## D
- Vilhelm Dahlerup
- Andreas Dall

## E
- Nicolai Eigtved
- Johan Conrad Ernst

## F
- Tobias Faber
- Ole Falkentorp
- Ludvig Fenger
- Kay Fisker
- Erik Ellegaard Frederiksen
- Frederik Ferdinand Friis

## G
- Jan Gehl
- Albert Rudolf Gjellerup
- Johannes Emil Gnudtzmann
- Henrik Christopher Glahn
- Jákup Pauli Gregoriussen
- Halldor Gunnløgsson

## H
- Gustav Bartholin Hagen
- Ole Hagen
- Christian Hansen
- Christian Frederik Hansen
- Claudius Christoffer Hansen
- Henning Hansen
- Johannes Henning Hansen
- Baron Theophil von Hansen
- Harald Lønborg-Jensen
- Caspar Frederik Harsdorff
- Jørgen Hartmann-Petersen
- Lambert van Haven
- Alan Havsteen-Mikkelsen
- Elias David Häusser
- Poul Henningsen
- Thorkild Gustav Henningsen
- Johan Daniel Herholdt
- Gustav Friederich Hetsch
- Hans Jørgen Holm
- Knud Holscher
- Niels Peder Christian Holsøe
- Poul Holsøe
- Tyge Hvass
- Peter Hvidt
- Eva Harlou

## I
- Bjarke Ingels

## J
- Arne Jacobsen
- Holger Jacobsen
- Niels Jacobsen
- Ewert Janssen
- Holger Jensen
- Jens Severin
- Peder Vilhelm Jensen-Klint
- Erik Ole Jørgensen
- Henning Jørgensen
- Thorvald Jørgensen

## K
- Hack Kampmann
- Peter Kjær
- Kaare Klint
- Ludvig Knudsen
- Mogens Koch
- Jørgen Hansen Koch
- Valdemar Koch
- Peter Koch
- Jens Christian Kofoed
- Eva og Nils Koppel
- Andreas Kirkerup
- Johan Cornelius Krieger
- Arne Kvorning

## L
- Philip de Lange
- Henning Larsen
- Karl Johan Frederik Larsen
- Flemming Lassen
- Mogens Lassen
- Vilhelm Lauritzen
- J.C. Lillie
- Tage Lyneborg
- Eskild Bjerre Laursen

## M
- Peder Malling
- Dorte Mandrup
- Ferdinand Meldahl
- Knud Munk
- C.F. Møller
- Christian Jensen Mørup

## N
- Johan Henrik Nebelong
- Niels Sigfred Nebelong
- August J. Nielsen
- Johan Rudolf Carl Nielsen
- Johannes Magdahl Nielsen
- Peter Christian Nielsen
- Kim Herforth Nielsen
- Viggo Norn
- Martin Nyrop
- Hans Næss

## O
- Steen Ostergaard
- Tage Olivarius
- Hercules von Oberberg
- Anthonis van Obbergen

## P
- Einar Packness
- Johannes Paludan
- Bernt Petersen
- Knud Arne Petersen
- Gunnar Biilmann Petersen
- Ulrik Plesner
- Georg Henry Ponsaing
- Axel Preisler

## R
- Steen Eiler Rasmussen
- Anton Rosen
- Johann Gottfried Rosenberg
- Holger Rosenkrantz
- Henrik Ruse

## S
- Carl Schiøtz
- K.T. Seest
- Julien De Smedt
- C.M. Smidt
- Johann Otto von Spreckelsen
- Hans van Steenwinckel the Elder
- Hans van Steenwinckel the Younger
- Hans van Steenwinckel the Youngest
- Lorenz van Steenwinckel
- Jon Stephensen
- H.C. Stilling
- Hermann Baagøe Storck
- C.Th. Sørensen

## T
- Hans-Georg Tersling
- Edvard Thomsen
- Lauritz de Thurah
- Christian Laurits Thuren
- Holger Tornøe
- Lene Tranberg
- Hans Kai Turin-Nielsen
- Frederik Vilhelm Tvede
- Jesper Tvede

## U
- Johannes Frederik Christian Uldall
- Kjeld Juul Ussing
- Susanne Ussing
- Jørn Utzon
- Kim Utzon

## W
- Niels Wamberg
- Hans J. Wegner
- Otto Weitling
- Heinrich Wenck
- Vilhelm Wohlert
- V.C.H. Wolf